# 利斯托帕多韋
利斯托帕多韋（烏克蘭語：Листопадове）是位於烏克蘭中部基洛夫格勒州裏新烏克蘭卡區的村莊，始建於1772年，面積3.11平方公里，海拔高度168米，2001年人口1,198，人口密度每平方公里385.2人。
48°50′36″N 31°37′35″E / 48.84333°N 31.62639°E